# Department of Defense Gravity Experiment
Il Department of Defense Gravity Experiment (DODGE) è un satellite artificiale gestito dalla NASA e dalla aeronautica militare statunitense e lanciato dalla base di lancio di Cape Canaveral il 1º luglio 1967. Il satellite è ancora in orbita ma è stato messo a riposo nei primi mesi del 1971.

## Missione
Obbiettivo primario della missione del DODGE era quello di condurre prove di stabilizzazione a gradiente di gravità in orbita quasi geosincrona ad altitudini di orbita media. Gli obbiettivi secondari, invece, includevano la misurazione del campo magnetico terrestre e lo scatto di fotografie al disco terrestre, sia in bianco e nero che a colori.

## Struttura
Il DODGE, costruito nel Applied Physics Laboratory della Johns Hopkins University, è costituito da una base ottagonale di alluminio larga 1,22 m su cui è posto un albero cilindrico del diametro di 25,4 cm che può estendersi fino ad una lunghezza di 1,57 m portando l'altezza totale del satellite a 2,41 m. Al fine di riuscire a stabilizzarsi attraverso la sopraccitata tecnica della gravitazione a gradiente di gravità (o stabilizzazione tidale), il DODGE fu dotato di ben dieci bracci allungabili dotati di un pomo all'estremità. Sette di questi sono contenuti nella base e, tramite comandi via radio, potevano essere allungati o retratti fino a una lunghezza massima di 45,25 m. Un altro braccio retrattile, allungabile fino a 4,6 m, è posto all'estremità dell'albero e, sempre dall'albero, potevano essere fatti uscire altri due bracci, allungabili fino a 15,25 m, che fungevano da smorzatori. All'interno della base è situato anche il sistema da ripresa dotato di due macchine fotografiche, una a colori e una in bianco e nero.

## Operazioni

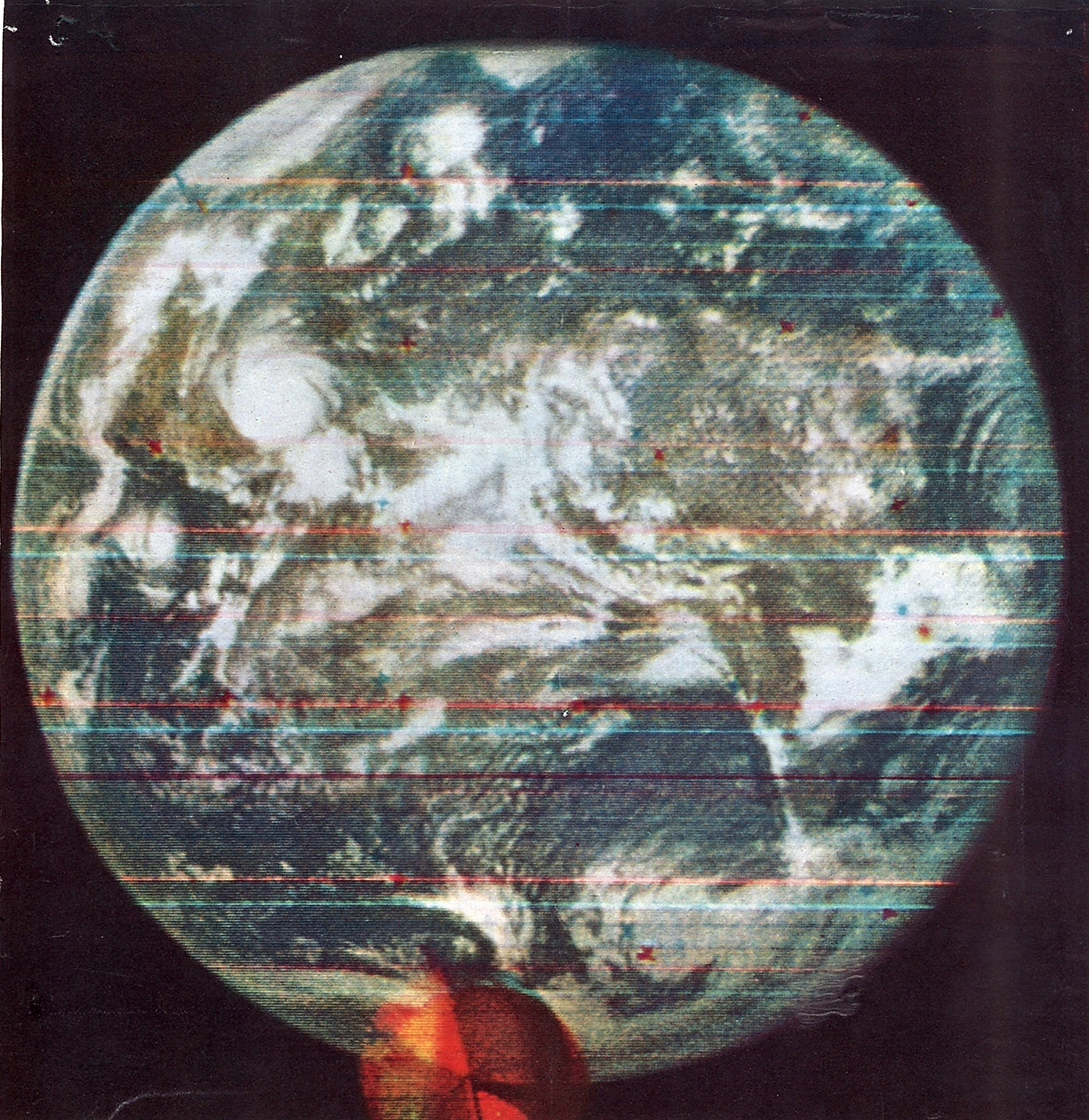
La prima immagine a colori del disco terrestre, scattata dal satellite DODGE.

Dopo il lancio, per il quale fu utilizzato un razzo vettore Titan IIIC, una volta messo in orbita ad un'altezza di orbita media, il DODGE impiegò dodici giorni a raggiungere una perfetta stabilizzazione. Il satellite fu orientato con l'albero verso il centro della Terra e la missione poté considerarsi un successo poiché verificò la fattibilità di una stabilizzazione triassiale attraverso l'utilizzo di metodi passivi e semipassivi.
Successivamente, il DODGE inviò sulla Terra quella che è la prima immagine a colori mai ottenuta del disco terrestre. Nei successivi tre anni, il DODGE continuò a inviare immagini del pianeta Terra sia a colori che in bianco e nero, poi, all'inizio del 1971, a causa di problemi alle batterie, l'acquisizione di immagini fu possibile solo nei periodi in cui il satellite era esposto al Sole. Infine, sempre all'inizio del 1971, fu posta fine alla sua operatività.